# Pipa arrabali
Pipa arrabali är en groddjursart som beskrevs av Eugenio Izecksohn 1976. Pipa arrabali ingår i släktet Pipa och familjen pipagrodor. IUCN kategoriserar arten globalt som livskraftig. Inga underarter finns listade i Catalogue of Life.